# Kraťasy

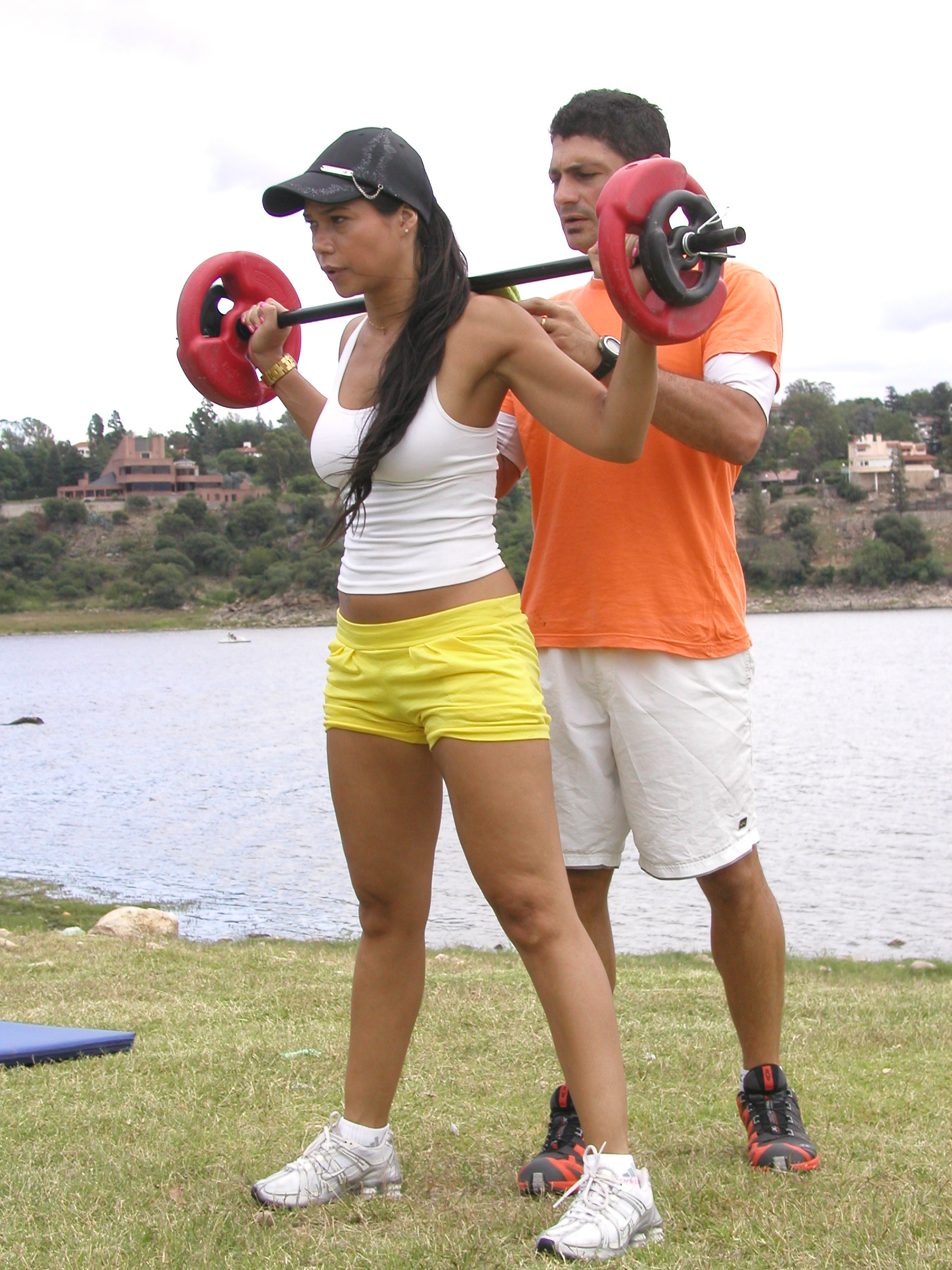
Dva lidé v šortkách (Argentina, 2011)

Kraťasy neboli šortky jsou oblečení, které se nosí přes pánevní oblast a kolem pasu. Zakrývá horní část nohou, někdy sahá až ke kolenům, ale nikdy nezakrývá celou délku nohou. Nazývají se "kraťasy" nebo jako synonymum "šortky", protože se jedná o zkrácenou verzi kalhot, které zakrývají část nohou, ale ne jejich spodní část. Kraťasy se obvykle nosí během teplého období počasí.
Existuje celá řada variant kraťasů, od velmi krátkých až po oblečení sahající až ke kolenům, které lze v některých situacích nosit jako formální oblečení, až po plážové oblečení nebo sportovní šortky; zvláštním typem jsou kraťasy cyklistické se speciální funkční vložkou. Některé druhy kraťasů obvykle nosí ženy, jako jsou například culottes, což je styl dělené sukně připomínající pár šortek volného střihu. Ženy obvykle nosí kratší šortky než muži.[zdroj?]
V současné době je nabídka krátkých kalhot tak široká (materiály, střihy, barvy, vzory, pánské-dámské-unisex), že je stále obtížnější je přesně definovat. Podobně platí i pro boxerky, trenýrky, plavky či koupací šortky, takže často nabídka dvou z těchto částí oděvu tvoří svými vlastnostmi de facto souvislou škálu bez ostré hranice. Tomu pak odpovídá i nejednoznačnost popisu a zařazení do příslušné kategorie u různých výrobců a prodejců.

## Terminologické rozdíly v anglickém názvosloví
V britské angličtině se používá název "short trousers" pouze pro kraťasy, které jsou krátkou verzí běžných kalhot (v americké angličtině nazvané "pants" nebo "slacks"). Příklad: šortky ušité na míru, často s podšívkou, které se obvykle nosí jako součást školní uniformy v některých zemích pro chlapce, až do jejich raného dospívání, a šortky pro vojáky i policisty sloužící v tropickém podnebí.
Termín "shorts" používaný v britské angličtině se používá pro označení sportovních kraťasů nebo neformálního varianty oblečení. Šortky, použitý nekvalifikovaný v britské angličtině, se odkazuje na sportovní šortky, atletické šortky nebo neformální šortky. Tento typ je v Indii označován také jako "half pants".
V americké angličtině se pro použití termínu krátkých kalhot používá ekvivalent "dress shorts".
V Austrálii je tento druh oblečení určeného pro muže nazýván "stubbies".
Výraz "boxerky" (anglicky: boxer shorts) je v USA používán pro zvláštní druh pánského spodního prádla a v současné době je také běžně používán ve Velké Británii. V americké angličtině se používá často zkrácený výraz "boxers". Použití slova "pants" v americké angličtině (v britské angličtině "trousers") znamená nošení svrchního oděvu kalhot, zatímco výraz "boxers" se používá pro označení druhu spodního prádla.

## Historie

### Historie v Evropě a Americe
Ve velké části Evropy a Ameriky během 19. století a počátkem 20. století nosili kraťasy jako vrchní oděv pouze mladí chlapci, dokud nedosáhli určitého věku. Když chlapci zestárli, obvykle během puberty, začali nosit své první dlouhé kalhoty. Tato tradice vyvolávala dojem, že kraťasy jsou oblečení určené pouze pro mladé chlapce a z tohoto důvodu muži nenosili kraťasy, i když bylo teplé počasí, aby nevypadali nedospěle. Ženy ve většině společenských kultur nenosily kraťasy kvůli zvyklostem, očekávalo se od nich, že budou nosit šaty nebo sukně a halenky.
V devadesátých letech 19. století se kalhoty pod kolena (raný typ krátkých kalhot) staly standardním oblečením amerických chlapců. Mnoho zobrazených portrétů z městských škol ukazuje, že všichni kromě nejstarších chlapců nosí podkolenky. Severoameričtí chlapci běžně nosili podkolenky s krátkými punčochami. To se začalo měnit po roce 1900, kdy severoameričtí chlapci začali během zimy nosit volné nabírané krátké kalhoty, tzv. knickerbockers, zatímco kraťasy se staly populárnějšími v Evropě. V 30. letech 20. století se začaly šortky nosit běžně pro pohodlí (např. pro outdoorové a atletické aktivity). Nosili je muži i ženy. Stále však bylo tabu nosit kraťasy mimo určité aktivity.
Přibližně od doby druhé světové války, kdy mnoho vojáků sloužilo v tropických oblastech, nosili dospělí muži raději kraťasy, zejména během letního počasí. Až koncem 20. století se stalo běžným standardem nosit kraťasy jako příležitostné oblečení v letním období.

### Historie celosvětová
Dospělí v ostatních částech světa jsou také běžně k vidění v šortkách, avšak nošení šortek je u žen v tradičních východních zemích méně běžné než na Západě.
V mnoha zemích stále existuje mnoho prostředí, kde je nošení kraťasů nepřijatelné, protože je to považováno za neformální oblečení. Existují země, kde muži mohou nosit krátké kalhoty i do kanceláře nebo na formální setkání, jako Jihoafrická republika, Bermudy, Austrálie a Nový Zéland. Během 90. let 20. století některé britské a americké firmy povolily nošení kraťasů i formálně do kanceláří.